# شريان كبدي مخصوص
شريان كبدي مخصوص (بالإنجليزية: Hepatic artery proper)‏ وهو فرع من شريان كبدي أصلي.

## معرض صور

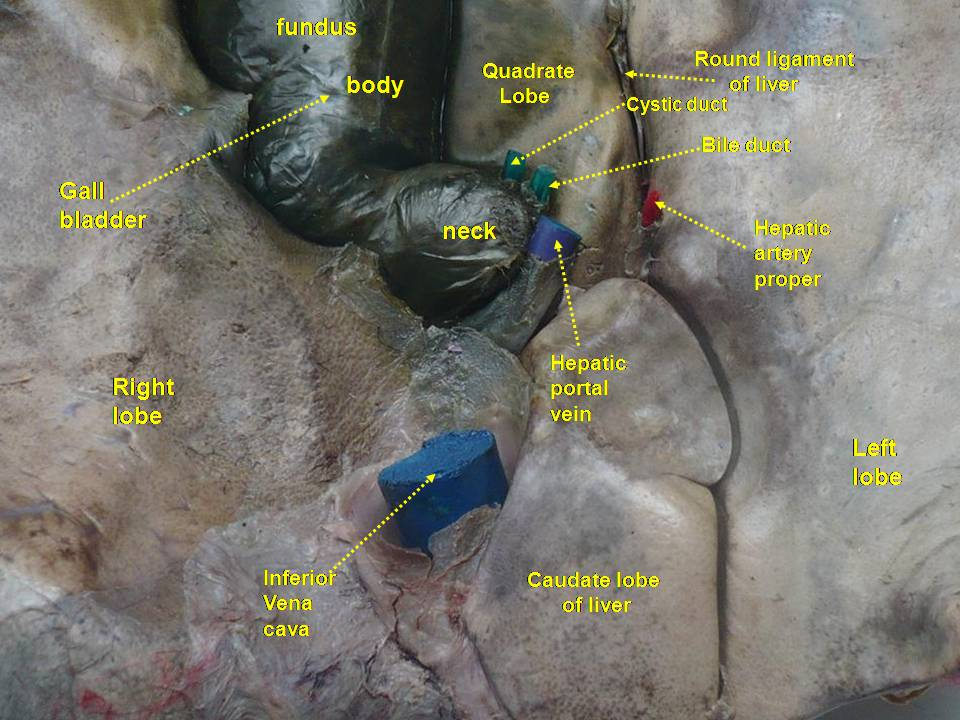
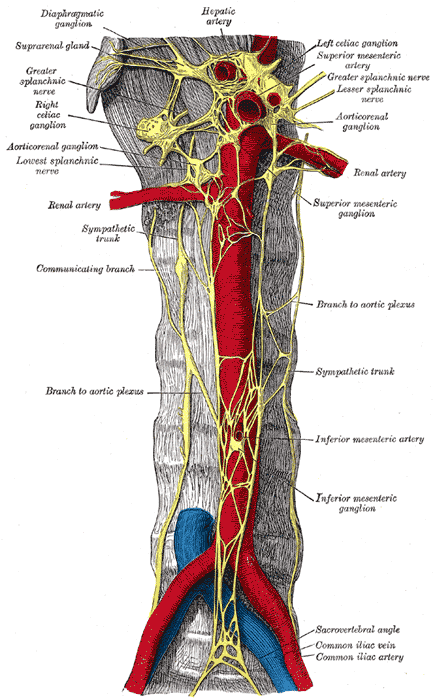
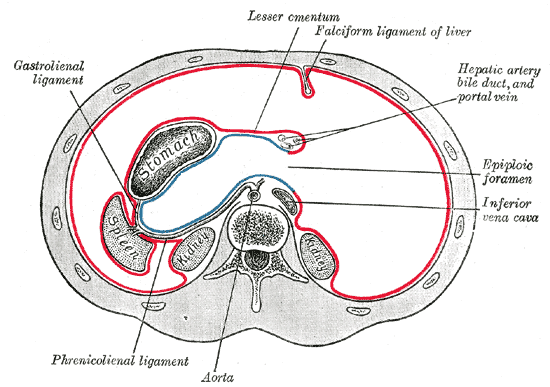
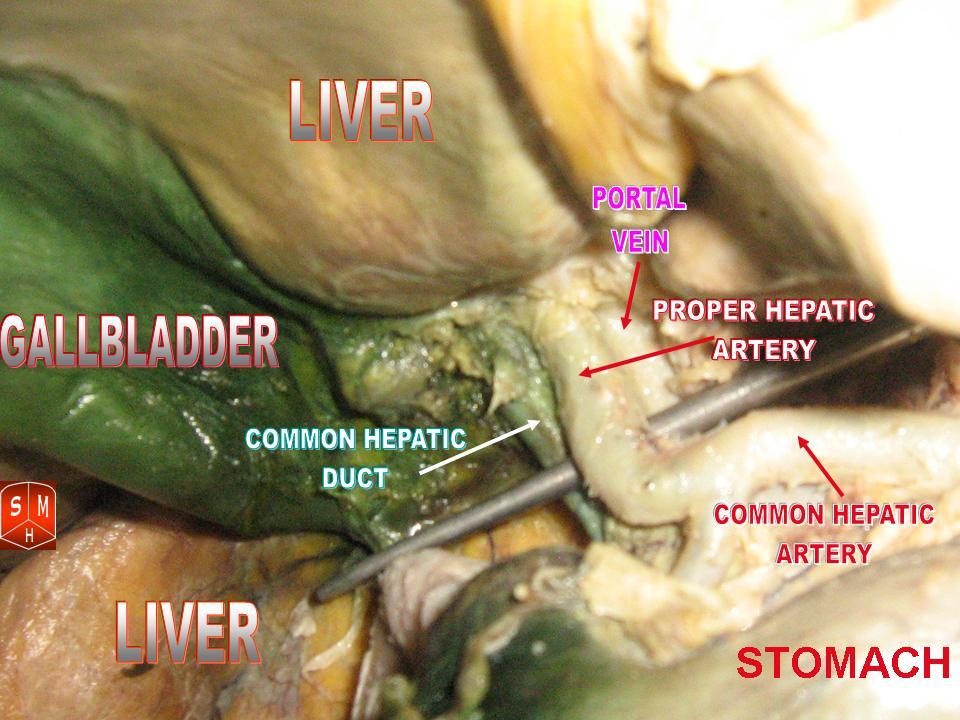